# Edith A. Moravcsik
Edith Andrea Moravcsik (ur. 1939) – węgierska językoznawczyni pracująca w Stanach Zjednoczonych. Specjalizuje się w typologii lingwistycznej i zagadnieniach z dziedziny składni. 
Doktoryzowała się w 1971 roku na Indiana University. Została zatrudniona na Uniwersytecie Wisconsin w Milwaukee, z którym pozostaje związana jako professor emeritus. 

## Twórczość książkowa
- Introducing language typology. 2013. Cambridge University Press.
- An introduction to syntax : fundamentals of syntactic analysis. 2016. London: Continuum.
- An introduction to syntactic theory. 2016. London: Continuum.